# Kanton La Machine
Kanton La Machine (francouzsky Canton de La Machine) je francouzský kanton v departementu Nièvre v regionu Burgundsko. Tvoří ho sedm obcí.

## Obce kantonu
- Béard
- Druy-Parigny
- La Machine
- Saint-Léger-des-Vignes
- Saint-Ouen-sur-Loire
- Sougy-sur-Loire
- Thianges